# Víctor de la Parte
Víctor de la Parte González (* 22. Juni 1986 in Vitoria-Gasteiz) ist ein spanischer Straßenradrennfahrer.

## Sportliche Karriere
Víctor de la Parte wurde 2009 Zehnter der Gesamtwertung bei der Vuelta a Extremadura. Im Jahr darauf gewann er den Aitzonda Klasika, die Gesamtwertung der Vuelta a Navarra und eine Etappe beim Circuito Montañés. 2009 sowie 2010 wurde er baskischer Zeitfahrmeister.
Nachdem Víctor de la Parte bereits als Amateur beim Caja Rural Team gefahren war, wurde er im Jahr 2011 Mitglied der Profi-Mannschaft. Diese verließ er jedoch bereits nach einer Saison und wechselte zum griechischen UCI Continental Team SP Tableware. Seine ersten internationalen Erfolge gelangen ihm in Rumänien, wo er zunächst eine Etappe der Romanian Cycling Tour gewann, bevor er sich mit einem weiteren Etappensieg die Gesamtwertung, Punktewertung und Bergwertung der Sibiu Cycling Tour sicherte. Im Jahr 2013 gewann er die Abschlussetappe der Tour d’Algérie und feierte so seinen zweiten Rundfahrtsieg. Die Saison 2014 bestritt er für das portugiesische Epfal-Glassdrive Team, bei dem er eine Etappe des Grande Prémio Internacional de Torres Vedras gewann und im Anschluss den Prolog der Portugal-Rundfahrt für sich entschied.
Seine bis dahin erfolgreichste Saison folgte im Jahr 2015, die er für das österreichische Team Vorarlberg bestritt. Nach dem Gesamtsieg beim Flèche du Sud und der Oberösterreich-Rundfahrt, gewann er bei der Österreich-Rundfahrt die Bergankünfte am Dobratsch und Kitzbüheler Horn, wodurch er neuerliche eine Gesamtwertung für sich entschied.
Im Jahr 2016 ging Víctor de la Parte für die polnische CCC Sprandi Polkowice Mannschaft bei seinen ersten Rennen der UCI WorldTour an den Start, ehe er ab dem Jahr 2017 für das spanische UCI WorldTeam Movistar fuhr. Beim Giro d’Italia 2017 gab er sein Grand-Tour-Debüt und belegte den 56. Gesamtrang. Nach zwei Jahren wechselte er zurück zum CCC Team, das mittlerweile ebenfalls zu einem UCI WorldTeam aufgestiegen war. Zwischen 2016 und 2020 ging Víctor de la Parte jährlich beim Giro d’Italia an den Start, wobei er mit Rang 21 sein bestes Gesamtresultat im Jahr 2019 erzielte.
Nach vier sieglosen Jahren wechselte Víctor de la Parte im Vorfeld der Saison 2021 zum französischen UCI ProTeam TotalEnergies, wo er im Jahr 2021 seinen einzigen Einsatz bei der Tour de France erhielt. Seit dem Jahr 2024 fährt er für die baskische Mannschaft Euskaltel-Euskadi.

## Erfolge
2010
- eine Etappe Circuito Montañés

2012
- eine Etappe Romanian Cycling Tour
- Gesamtwertung und eine Etappe Sibiu Cycling Tour

2013
- Gesamtwertung und eine Etappe Tour d’Algérie

2014
- eine Etappe Grande Prémio Internacional de Torres Vedras
- Prolog Portugal-Rundfahrt

2015
- Gesamtwertung Flèche du Sud
- eine Etappe Oberösterreich-Rundfahrt
- Gesamtwertung und zwei Etappen Österreich-Rundfahrt

## Grand-Tour-Platzierungen
| Grand Tour            | 2017 | 2018 | 2019 | 2020 | 2021 | 2021 | 2022 | 2023 | 2024 |
| --------------------- | ---- | ---- | ---- | ---- | ---- | ---- | ---- | ---- | ---- |
| Giro d’ItaliaGiro     | 56   | 39   | 21   | 34   | –    | –    | –    | –    | –    |
| Tour de FranceTour    | –    | –    | –    | –    | 72   | –    | –    | –    | –    |
| Vuelta a EspañaVuelta | –    | –    | DNF  | –    |      | –    | –    | –    | –    |